# Quarry Cemetery (Marquion)
Quarry Cemetery is een Britse militaire begraafplaats met gesneuvelden uit de Eerste Wereldoorlog en gelegen in het Franse dorp Marquion (Pas-de-Calais). Ze ligt 930 m ten zuidoosten van het dorpscentrum. De begraafplaats werd ontworpen door Edwin Lutyens en wordt onderhouden door de Commonwealth War Graves Commission. Ze heeft een smalle rechthoekige vorm en is omgeven door een natuurstenen muur. Aan de korte westelijke zijde is er een apsis en aan de tegenoverliggende zijde staat het Cross of Sacrifice op een verhoogd plateau. De begraafplaats heeft een unieke ligging doordat ze aangelegd werd in een voormalige kalkgroeve waardoor ze lager ligt dan het omringende land. Vanaf de weg betreedt men via een lange trap het niveau waar de graven liggen.

## Geschiedenis
Marquion werd op 27 september 1918 door de 1st Canadian en 11e Division veroverd. De begraafplaats (ook soms Chalk Pit Cemetery genoemd) werd na de veldslag door de gevechtseenheden aangelegd en tot de daaropvolgende maand gebruikt. Eén graf werd na de wapenstilstand vanuit een Duitse begraafplaats naar hier overgebracht.
Er rusten nu 23 Britten en 45 Canadezen.

## Graven

### Onderscheiden militairen
- Gordon Stevenson Winnifrith, kapitein bij de Canadian Infantry werd onderscheiden met het Military Cross (MC).
- de sergeanten Thomas Graham en Roderick Lionel Lemm en de korporaal D. MacKintosh ontvingen de Military Medal (MM).

### Alias
- soldaat David Bamberger diende onder het alias D. Nash bij de Canadian Infantry.